# Saint-Hilaire-Foissac
Saint-Hilaire-Foissac is een gemeente in het Franse departement Corrèze in de regio Nouvelle-Aquitaine en telt 232 inwoners (1999). De plaats maakt deel uit van het arrondissement Tulle.

## Geografie
De oppervlakte van Saint-Hilaire-Foissac bedraagt 40,2 km², de bevolkingsdichtheid is 5,8 inwoners per km².
De onderstaande kaart toont de ligging van Saint-Hilaire-Foissac met de belangrijkste infrastructuur en aangrenzende gemeenten.

## Demografie
Onderstaande figuur toont het verloop van het inwonertal (bron: INSEE-tellingen).